# 伦纳德·尼莫伊
伦纳德·尼莫伊（英語：Leonard Simon Nimoy，1931年3月26日—2015年2月27日），美国猶太裔男演員、电影导演、诗人、音乐家和摄影师，以在1966年至1969年間於美国电视连续剧《星际迷航》及後續電影中扮演斯波克一角而成名。

## 早年生活
伦纳德·尼莫伊出生于波士顿，他的父母是从烏克蘭伊賈斯拉夫移民到美国的母语为意第緒語的犹太人。他的母亲是一名家庭主妇，他的父亲开了一家理发馆。他从八岁左右开始表演，17岁时获得了一个主角。他在洛杉磯加利福尼亞大學学摄影，但是没有结束他的学业。1953年他在波士顿学院获得了教育艺术硕士的学位，又在俄亥俄州的安提俄克大学获得了一个荣誉博士学位。他早年在许多B級片和电视剧里担任小角色。他回忆说他参加打牌比赛和医学试验来交付跳舞班的学费。从他的口音中可以听得出他是在波士顿长大的。
他在美国陆军预备队中服役，1955年11月最后以中士的军衔退役。据美国国家档案管理局的报道尼莫伊在美国陆军的服役记录在1973年国家人事档案中心的大火中被毁。

## 生涯

### 电影电视
尼莫伊最著名的角色是在《星际迷航：原初系列》中扮演半瓦肯人、半人类的斯波克。该系列从1966年开始播放，1969年停止。为此他被提名艾美奖。
早在1964年尼莫伊和后来在《星际迷航》中演詹姆斯·泰比里厄斯·柯克的威廉·夏特纳就一起在一部电视连续剧的一集中共演，当时他们扮演铁幕两侧的两个对手。《星际迷航：原初系列》后尼莫伊还在《星际迷航：动画系列》中为斯波克配音。在《星际迷航：下一代》和六部基于《星际迷航：原初系列》的电影中他也扮演斯波克。在计划中由杰弗里·艾布拉姆斯导演的第十一部《星际迷航》电影中他将扮演年迈的斯波克。
在他在《星际旅行》获得成功之前尼莫伊已经在50多部电影和电视剧里演出，大多数是很普及的电视剧。《星际迷航：原初系列》终止后他立刻參演间谍剧《虎膽妙算》，从1969年至1971年他在该系列中扮演一名魔术师和化装大师的间谍。在这段时间里他患了消化性溃疡。
在1970年代和1980年代初他上演了多部电视剧，其中因A Woman Called Golda (1982年)被提名一次艾美奖，他还在Night Gallery (1972年)和《神探可倫坡》(Columbo)(1973年)这两部著名的电视连续剧中饰演医生角色。
1970年代末他在一个描述超常現象的电视节目中做解说和组织者（該節目曾於香港麗的電視播出，譯名為《大搜索》）。在这段时间里他还出演话剧。1970年代末计划拍摄新的《星际迷航》系列时尼莫伊被安排仅在十一集中的两集里出现。但是后来这个系列被改为电影，尼莫伊同意重演他的旧角色。
尼莫伊导演了一些电视连续剧集后于1984年成功地导演了第三部《星际迷航》的电影。（《星际迷航III：石破天惊》），然后又导演了至今为止最成功的一部星际旅行电影《星际迷航IV：抢救未来》。此后他导演了1987年最上座的电影《三个奶爸一个娃》。尼莫伊偶然也为动画片做配音。
从2008年秋季开始，在FOX公司新拍的一部以科幻为题材的电视剧《危机边缘》（Fringe）中出演“泰坦动力”公司的总裁威廉姆·贝尔（William·Bell）。

### 文学作品
尼莫伊写了两部自传。第一部1977年出版名为《我不是斯波克》（I am not Spock），这本书的书名受到了很多争议，因为许多爱好者错误地以为尼莫伊反对斯波克这个角色。但是尼莫伊自己说明说他选了这个书名是为了提醒读者他和斯波克不是同一个人。在这本书里尼莫伊与斯波克进行对话。
第二部1995年出版名为《我是斯波克》（I am Spock）。他选择了这个书名来表示他经过多年演出这个人物终于使他认识到他与这个人物之间的相同处。在他演出斯波克的时候他总是会考虑人物在某个情况下会怎样反应，而多年来这样的考虑使得他本人对世界产生了一种新的观点。他认为假如他没有扮演这个角色的话他不会有这样的观点。因此尼莫伊在这本自传中说，从某个角度来看他的确是斯波克，斯波克是他。而虽然如此他依然能够区别幻想和现实。
尼莫伊还出版了几本诗集，有些与他的摄影一起出版。他的最后一本诗集是2002年出版的，名为《毕生之爱：生活中的诗》（A Lifetime of Love: Poems on the Passages of Life）。在当代诗集上可以找到他的诗。1970年代中他写了一部基于文森特·梵高的话剧。
1995年尼莫伊参与了一本漫画书的制作，这个漫画中包括与外星人的，他与艾萨克·阿西莫夫讨论了这个情况。

### 音乐
在《星际迷航：原初系列》拍摄时期和此后尼莫伊出版了五张声部唱片。其中包括与《星际旅行》有关的歌和其它著名的歌。这些唱片很成功，他因此多次出场表演。
1985年尼莫伊为手鐲合唱團导演了一部音乐片。
他发表过一个著名乡村音乐家强尼·卡什的一首歌的另一个版本。

### 最近工作
从1994年开始尼莫伊为一个电视纪录片系列做解说。1990年代末他为一个英国计算机公司做广告。他在根据奥尔德斯·赫胥黎的小说改编的一部电视剧《美麗新世界》中扮演一个和斯波克很类似的角色。在一些非常普及的电视连续剧如《飞出个未来》和《辛普森一家》中他作为自己或作为斯波克出现。
2003年他宣布退出屏幕，将专心从事摄影，但是此后还是经常与威廉·夏特纳一起出现在电视广告中。2005年的电子游戏文明IV中也有相当多他的配音。在一个关于当今科技的纪录片系列中他负责采访。2007年1月他还接受了一次采访。
2007年7月26日在一次国际漫画集会上宣布尼莫伊将在一个计划中的《星际迷航》电影中再次扮演他著名的角色斯波克。
在2011年7月上映的《变形金刚3》中，他为御天敌（Sentinel Prime）这个角色配音。
在《生活大爆炸》第5季第20集里，他为剧中谢尔顿·库珀的珍藏版斯波克玩偶配音。

### 个人生活
尼莫伊长期参加犹太社群的活动，少年时代他就已经加入了一个犹太少年组织，最近他获得了其优秀原团员的荣誉。他能够阅读和说意第緒語。他的一个著名的音乐剧角色是基于一系列意第緒語短篇小说改编的。1997年他在一部关于一个正宗犹太团体的纪录片中做解说。2002年10月他发表了一个摄影集，在卡巴拉的影响下探讨上帝的女性的一面。这些照片显示裸体的妇女戴着经文护符匣（一般犹太男士戴的），这些照片在犹太社群中引起了相当大的争论。
尼莫伊兩次结婚，第一次1954年结婚，1987年离婚，有两个孩子，儿子亚当是一名导演。1988年他再婚，娶苏珊·贝为妻。苏珊·贝的堂弟是著名导演迈克尔·贝。
尼莫伊發明了瓦肯人神經指法作為一種非暴力的選擇，此外他还发明了瓦肯举手礼：举起手，掌心朝向对方，中指和無名指之间分开。这个敬礼是从犹太赐福的仪式中引变出来的。在原来的犹太仪式中使用双手，拇指向对。它代表希伯来字母 ש，这个字母常被用来代表上帝的名字。尼莫伊使用的瓦肯人的敬礼祝福“生生不息，繁盛昌榮”（Live long and prosper）也是从一句犹太赞美诗中导引出来的。在《文明IV》中尼莫伊说了原来的犹太赞美诗中的句子。
尼莫伊是一名自由主义者，在2008年美国总统大选中他向巴拉克·奥巴马捐献了最多2300美元。

### 去世
尼莫伊因吸煙患有慢性阻塞性肺病，美国时间2015年2月27日，因慢性阻塞性肺病并发症于他在洛杉矶贝沙湾的家中去世，享年83岁。